# Edward G. Robinson
Edward G. Robinson (właśc. Emanuel Goldenberg; ur. 12 grudnia 1893 w Bukareszcie, zm. 26 stycznia 1973 w Los Angeles) – rumuńsko-amerykański aktor filmowy, teatralny i telewizyjny. American Film Institute (AFI) umieścił go na 24. miejscu w rankingu „największych aktorów wszech czasów” (The 50 Greatest American Screen Legends).

## Życiorys
Do USA przybył wraz z rodziną w 1903. Ukończył szkołę aktorską w Nowym Jorku. W 1915 pojawił się na Broadwayu, a w filmie zadebiutował, mając 22 lata w roku 1916. Przełomowym filmem w jego karierze był Mały Cezar z 1931 w reżyserii Mervyna LeRoya.
W ciągu niemal 60 lat kariery zagrał w przeszło 100 filmach. Specjalizował się w rolach gangsterów, choć grywał także w komediach.
Zasiadał w jury konkursu głównego na 6. MFF w Cannes (1953).
Choć przez lata uchodził za jednego z najwybitniejszych hollywoodzkich aktorów, to jednak nigdy nie otrzymał nawet nominacji do Oscara. Dopiero w styczniu 1973 Amerykańska Akademia Sztuki i Wiedzy Filmowej ogłosiła przyznanie mu Oscara za całokształt pracy aktorskiej. Robinson zmarł na raka trzy tygodnie później i nagrody nie zdążył już odebrać. Statuetkę odebrała jego żona.
W filmie biograficznym Trumbo z 2015 w roli Robinsona wystąpił Michael Stuhlbarg.

## Najważniejsze filmy
- Mały Cezar (1931) jako Rico

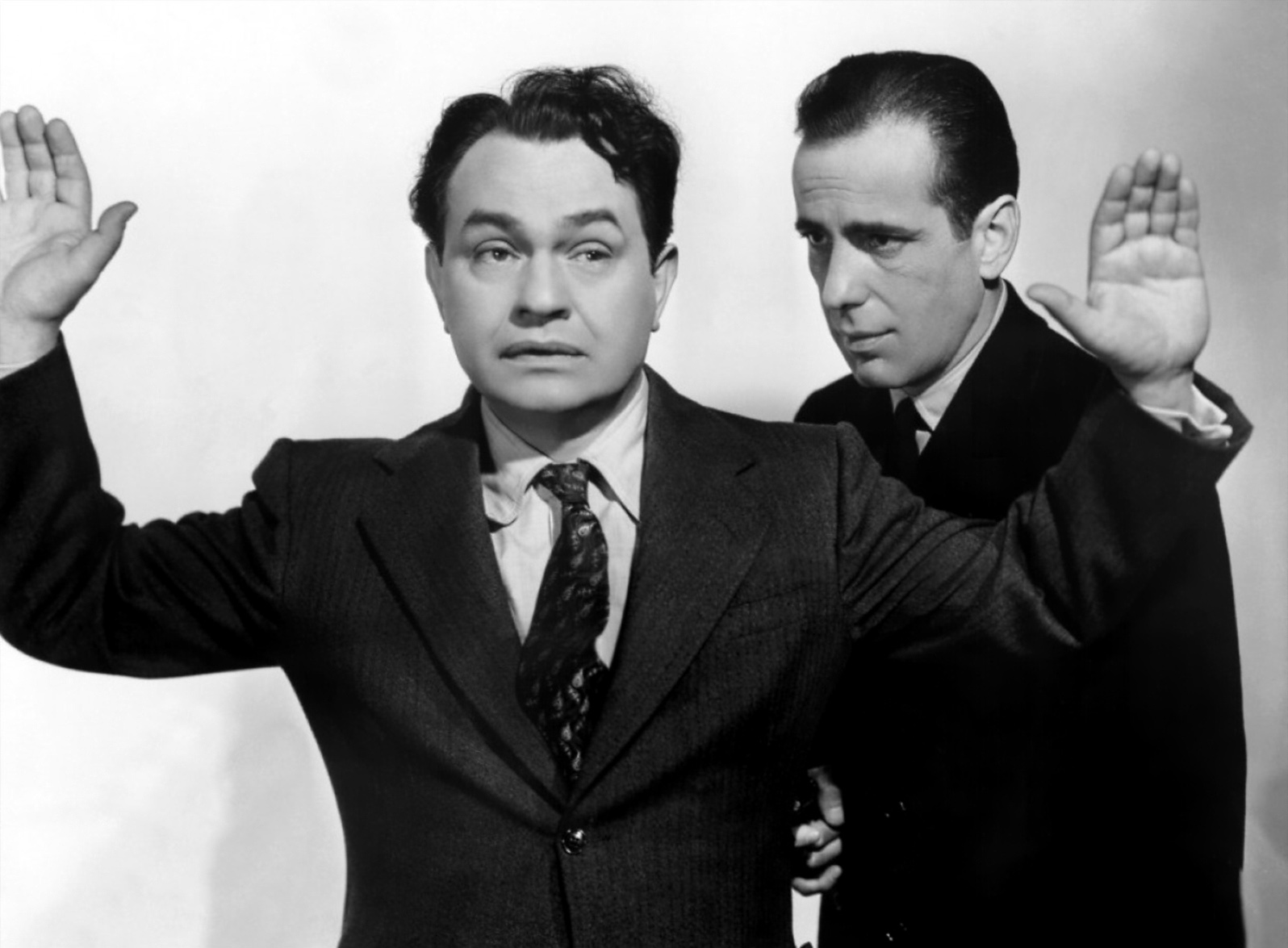
Robinson i Humphrey Bogart w filmie Orchid, brat gangstera (1940)

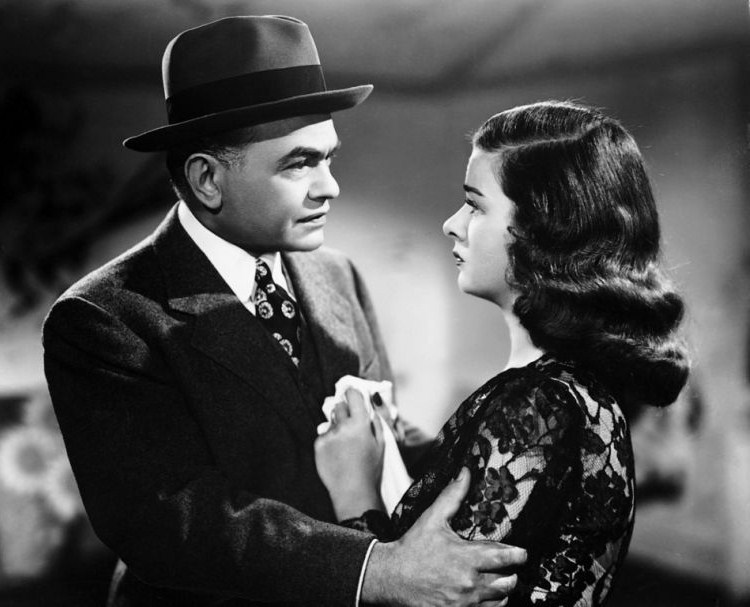
Robinson i Joan Bennett w filmie Szkarłatna ulica (1945)

- Całe miasto o tym mówi (1935) jako Nick Donati
- Na celowniku mafii (1936, znany także pod tytułem Prawo czy bezprawie) jako Johnny Blake
- Kid Galahad (1937) jako Nick Donati
- Wilk morski (1941) jako kpt. Larsen
- Wysokie napięcie (1941) jako Hank McHenry
- Historia jednego fraka (1942) jako Avery „Larry” Browne
- Kobieta w oknie (1944) jako prof. Richard Wanley
- Podwójne ubezpieczenie (1944) jako Burton Keyes
- Szkarłatna ulica (1945) jako Christopher Cross
- Intruz (1946) jako inspektor Wilson
- Koralowa wyspa (1948) jako Johnny Rocco
- Dom ludzi obcych (1949) jako Gino Monetti
- W szklanej matni (1953) jako Henry Hayes
- Dziesięcioro przykazań (1956) jako Dathan
- Dziura w głowie (1959) jako Mario Manetta
- Siedmioro złodziei (1960) jako Theo Wilkins
- Dwa tygodnie w innym mieście (1962) jako Maurice Kruger
- Gejsza (1962) jako Sam Lewis
- Nagroda (1963) jako prof. Max Stratman/prof. Walter Stratman
- Robin i 7 gangsterów (1964) jako Wielki Jim
- Zamieńmy się żonami (1964) jako Simon Nurdlinger
- Prawda przeciw prawdzie (1964) jako Con
- Jesień Czejenów (1964) jako Carl Schurz
- Cincinnati Kid (1965) jako Lancey Howard
- Złoto MacKenny (1968) jako stary Adams
- Zielona pożywka (1973) jako Sol Roth

## Spuścizna
W 2000 został upamiętniony na znaczku pocztowym w związku z serią „Legendy Hollywoodu”.